# Kvinnherad
Kvinnherad er en kommune i Vestland fylke i Norge. Den har Hardangerfjorden og Husnesfjorden mod vest og Skånevikfjorden mod syd. Et lille hjørne af Kvinnherad ligger på vestsiden af fjorden, og grænser der til Kvam og Fusa kommuner. Øst for fjorden grænser den til Jondal og Ullensvang i nord, og Odda og Etne i øst. på den anden side af fjorden ligger Vindafjord, Stord og Tysnes kommuner.
Halsnøy er den mest folkerige ø i kommunen. Den er den mest folkerige ø på Vestlandet uden fastlandsforbindelse. I august 2005 blev der begyndt sprængning af en tunnel mellem Halsnøy og fastlandet. På Husnes ligger SØRAL (Sør-Norge Aluminium A/S) som er en stor arbejdsplads i kommunen. I Ølve og på Seimsfoss ligger Umoe Schat Harding A/S som er en af verdens førende producenter af redningsbåde til skibe. Kvinnherad er en stor landbrugskommune, især har man husdyrhold.
Halsnøy Kloster havde en central betydning for Sunnhordland i middelalderen.
Der udgives to lokalaviser, Grenda (Rosendal) og Kvinnheringen (Husnes).